# Ортенбург (графство в Каринтии)
Не путать с дунайским имперским графством Ортенбург (Ортенберг)

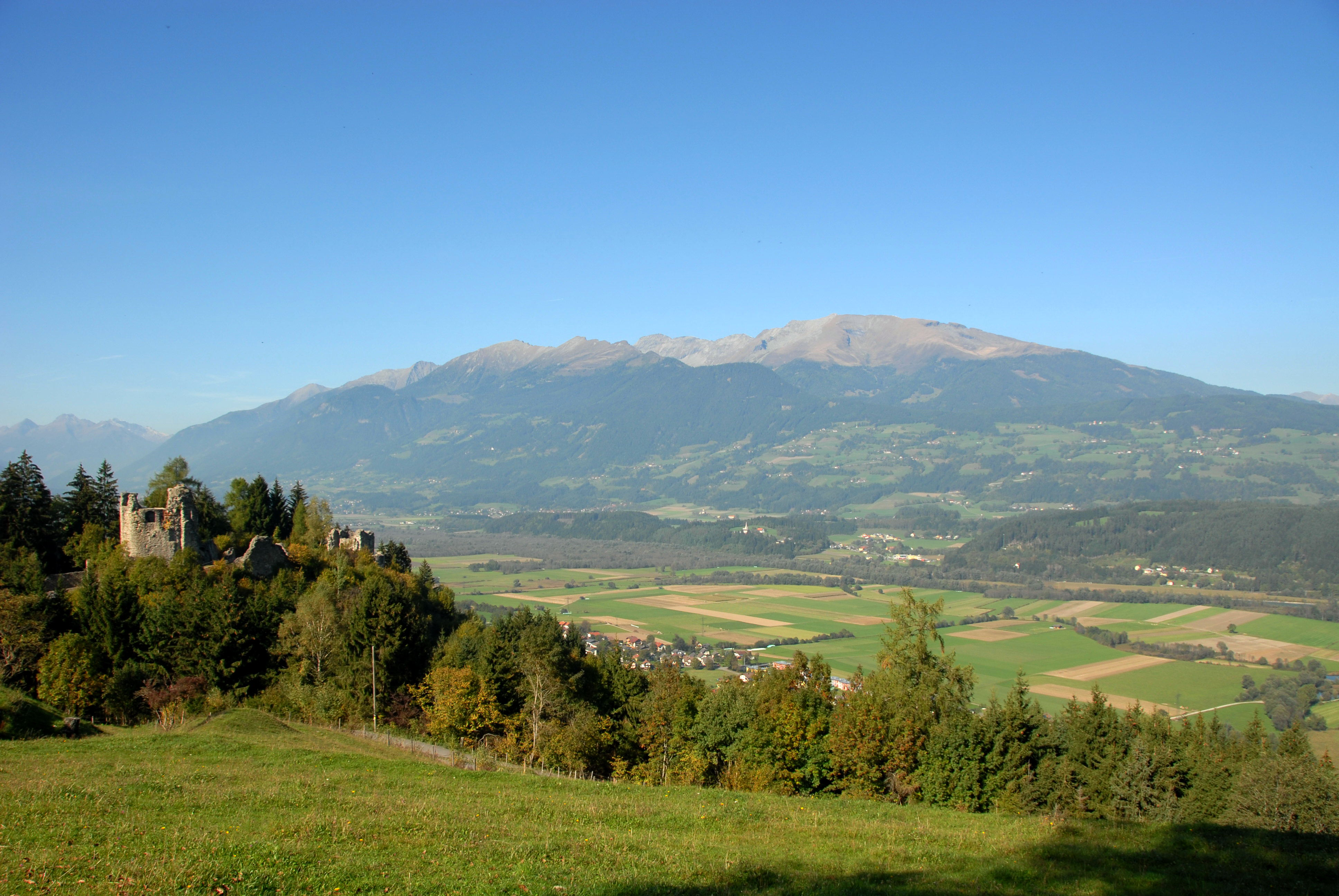
Руины замка Ортенбург и окрестности

Графство Ортенбург (нем. Grafschaft Ortenburg) — феодальное владение в средневековой Каринтии, принадлежавшее одной из ветвей баварского рода Хиршбергов.
Графство основал Адальберт I (ум. 1096), младший сын графа Хартвига II фон Хиршберга. В 1072 году он упоминается как фогт владений епископства Фрейзинг в Каринтии.
Замок Ортенбург был построен около 1091 года. Его владения ограничивались небольшой территорией, граничившей с графством Лурн.
В 1135 году род графов Лурн вымер. Его земли разделили Горица, Ортенбурги и архиепископство Зальцбург.
Около 1330 года граф Мейнхард Ортенбургский приобрёл земли вымершего рода графов Штернберг, чьи земли простирались между озёрами Оссиах и Вёртерзе.
Последним графом Ортенбурга был Фридрих III, умерший в 1418 году. Его владения унаследовали графы Цилли.